# Museo de Shandong
El Museo de Shandong (en chino: 山东博物馆, romanizado: Shāndōng Bówùguǎn) es el museo principal de la provincia de Shandong (China). Está situado en la ciudad de Jinan y es uno de los museos más grandes del país.
El Museo de Shandong ocupa un edificio con 82 900 m² de superficie y cuenta con una colección de más de 210 000 objetos históricos. Entre los elementos más destacados de la colección histórica se encuentran vestigios de las culturas neolíticas de Dawenkou y de Longshan, objetos de bronce de las dinastías Shang y Zhou, piedras esculpidas de la dinastía Han, y cuadros de las dinastías Ming y Qing. La sección de historia natural contiene fósiles procedentes del Parque Geológico Nacional de Shanwang y el esqueleto fosilizado de un Shantungosaurus.
El precursor del Museo de Shandong, el Museo Yidu, fue fundado por el misionero bautista británico John Sutherland Whitewright en Qingzhou en 1887. Este museo se trasladó a Jinan en 1904 y fue renombrado Guangzhi Yuan. En 1942, el museo se expandió a un edificio en el recinto de la Sociedad de la Esvástica Roja en la calle Shangxin. Cuando en 1954 se fundó el Museo Provincial de Shandong (en chino: 山东省博物馆, romanizado: Shāndōng Shěng Bówùguǎn), su colección de objetos históricos se instaló el recinto de la Sociedad de la Esvástica Roja, mientras el Guangzhi Yuan albergaba la colección de historia natural.
En agosto de 1991, empezó la construcción de un nuevo edificio para el museo en el sur de Jinan, en la intersección de la calle Li Shan y la calle Jing Shiyi, cerca de la Montaña de los Mil Budas. Este edificio fue completado en octubre de 1992, y su dirección es calle Jing Shiyi 14, distrito de Lixia, Jinan. En diciembre de 2007, comenzó la construcción de un nuevo museo considerablemente más grande en la calle Yaojia del distrito de Lixia, al sureste del centro de Jinan. Este nuevo edificio abrió al público el 16 de noviembre de 2010. El nombre oficial del nuevo museo se abrevió de «Museo Provincial de Shandong» a «Museo de Shandong».

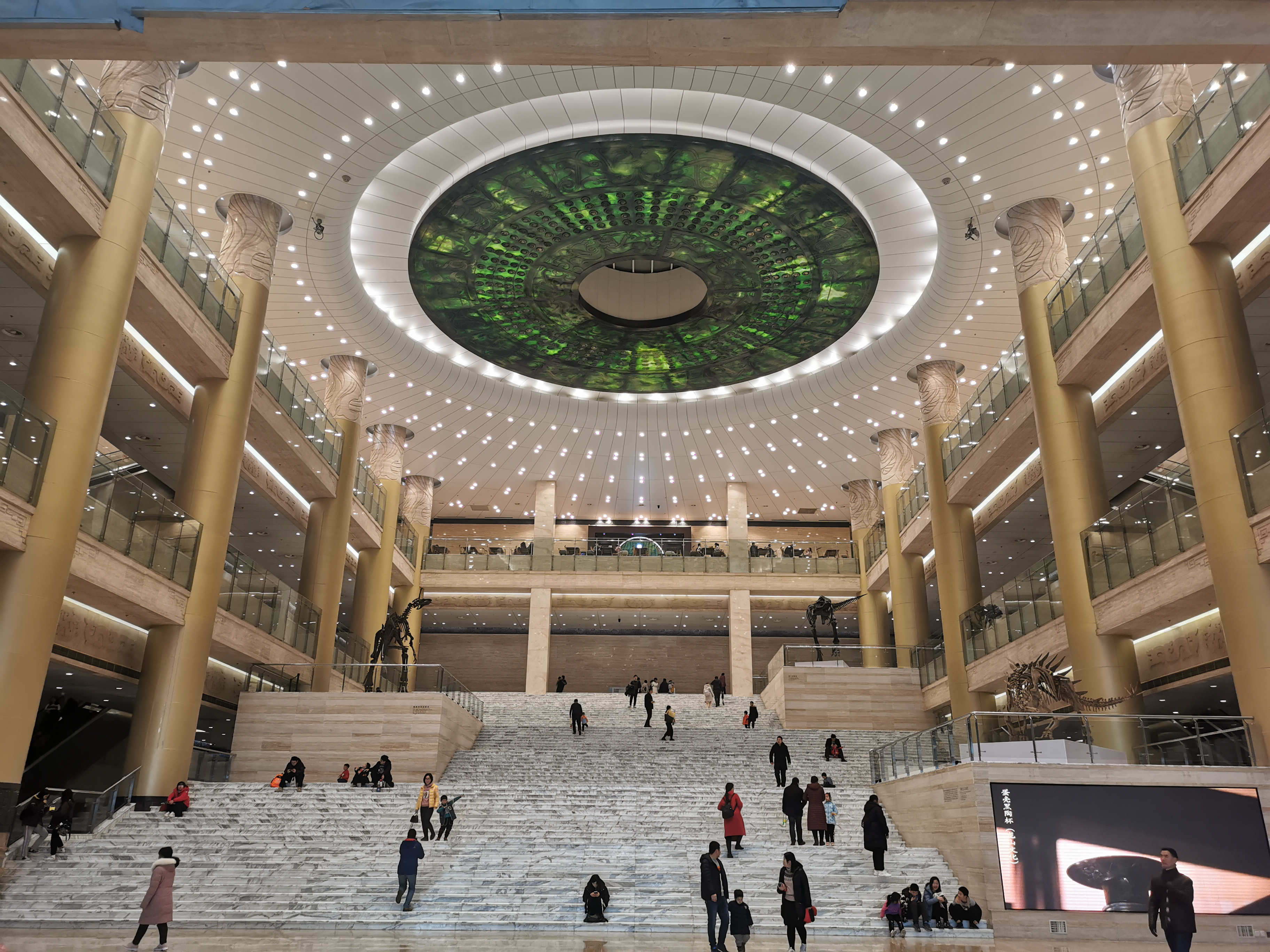
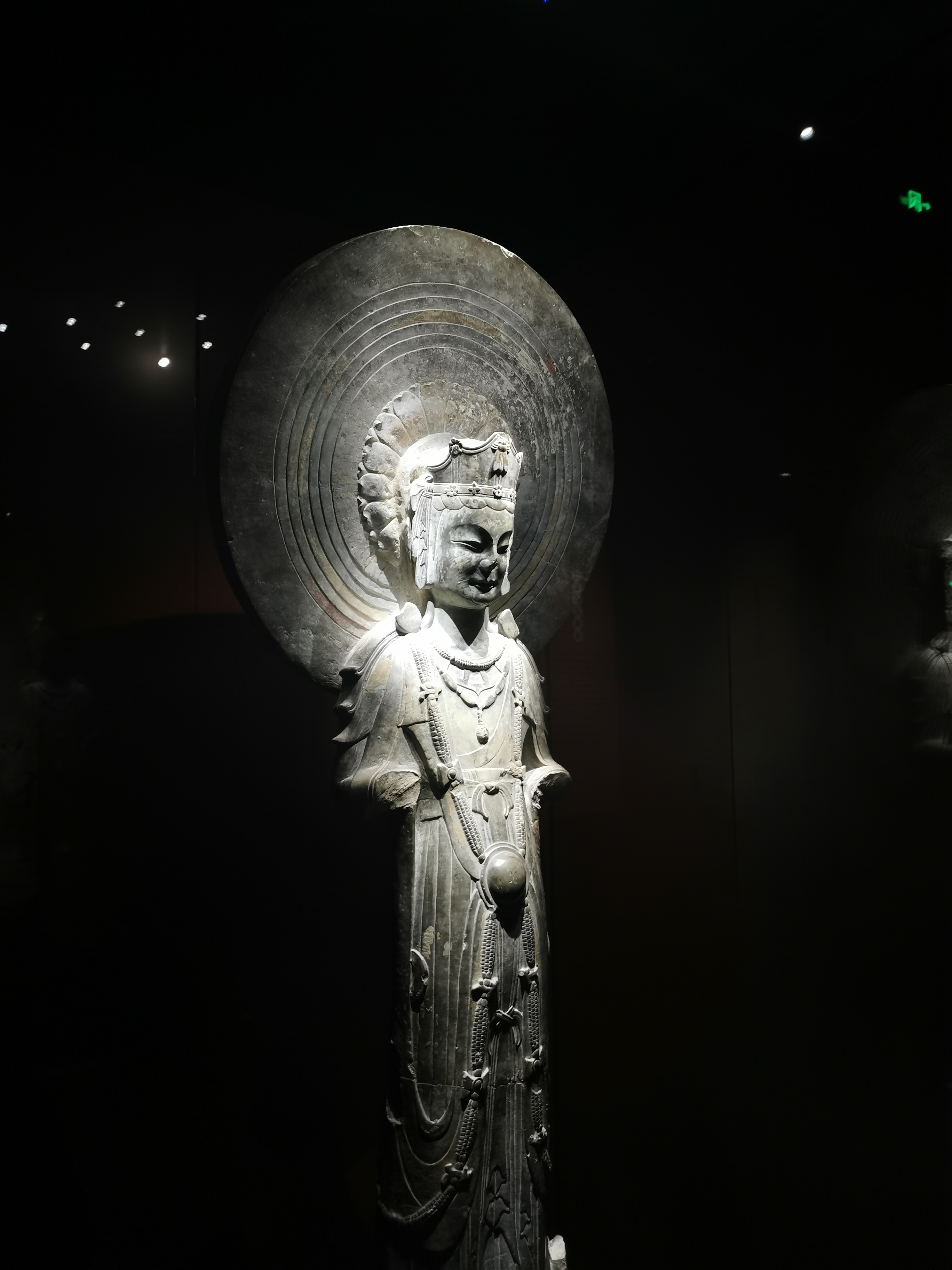
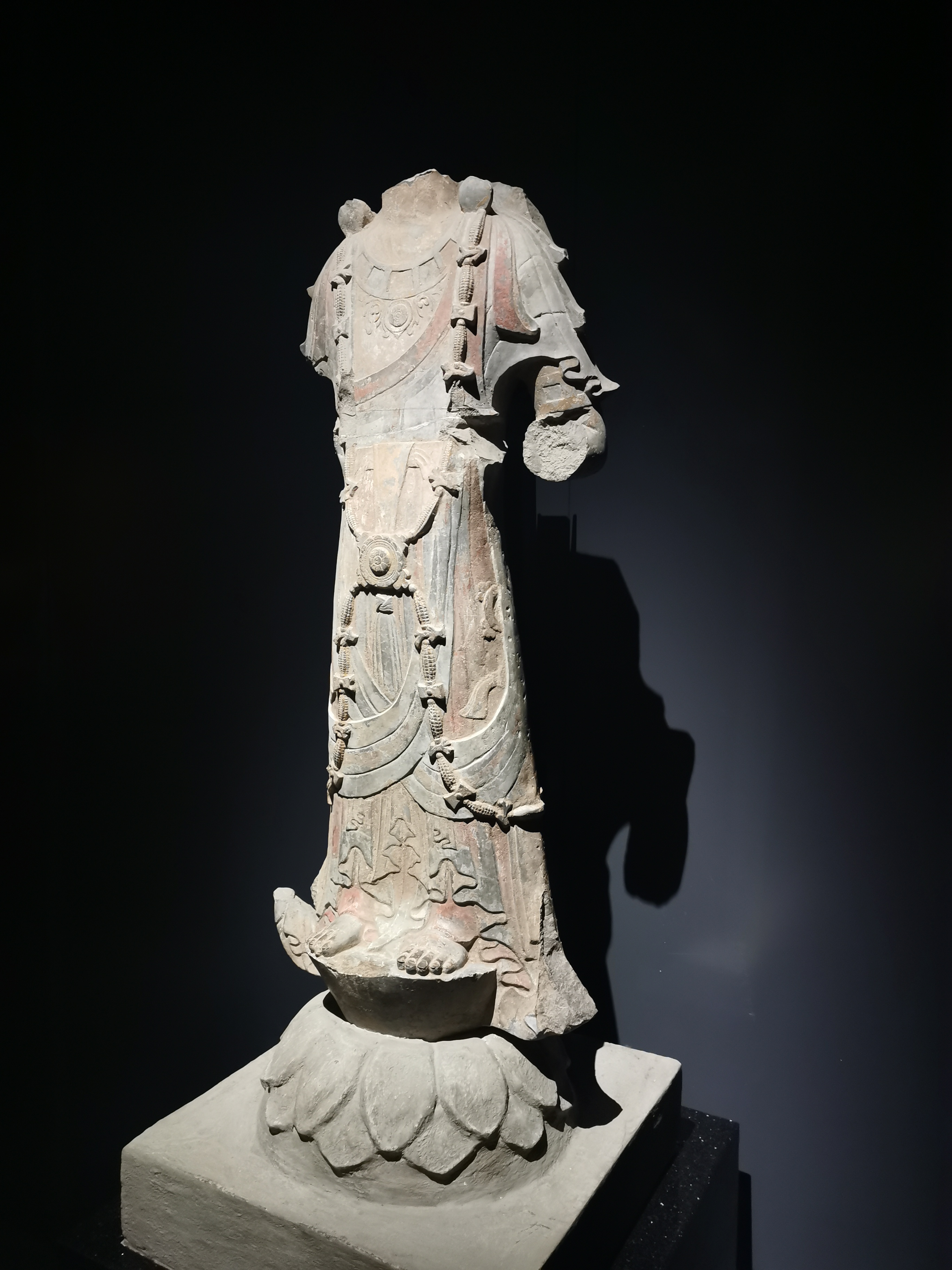
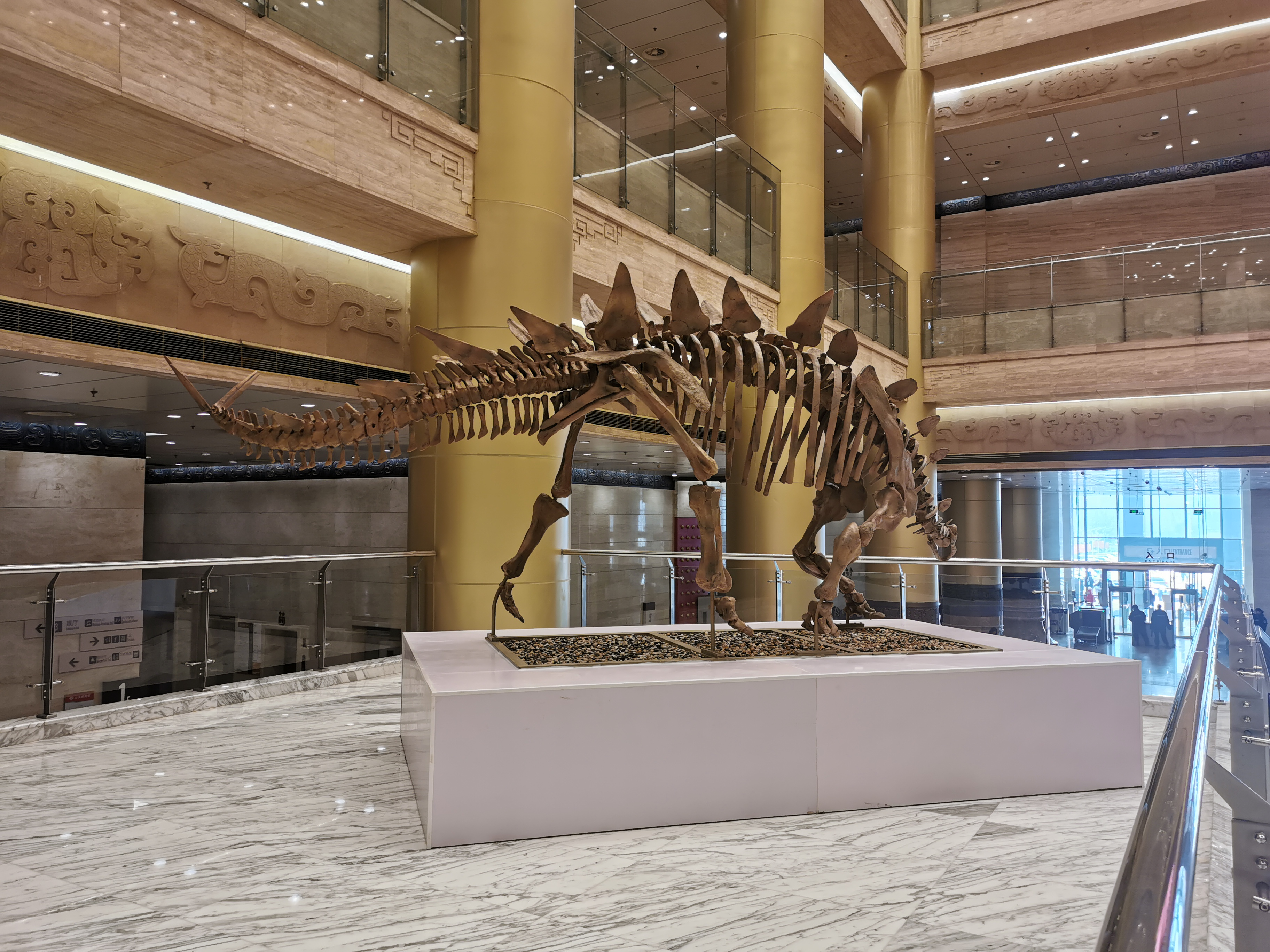
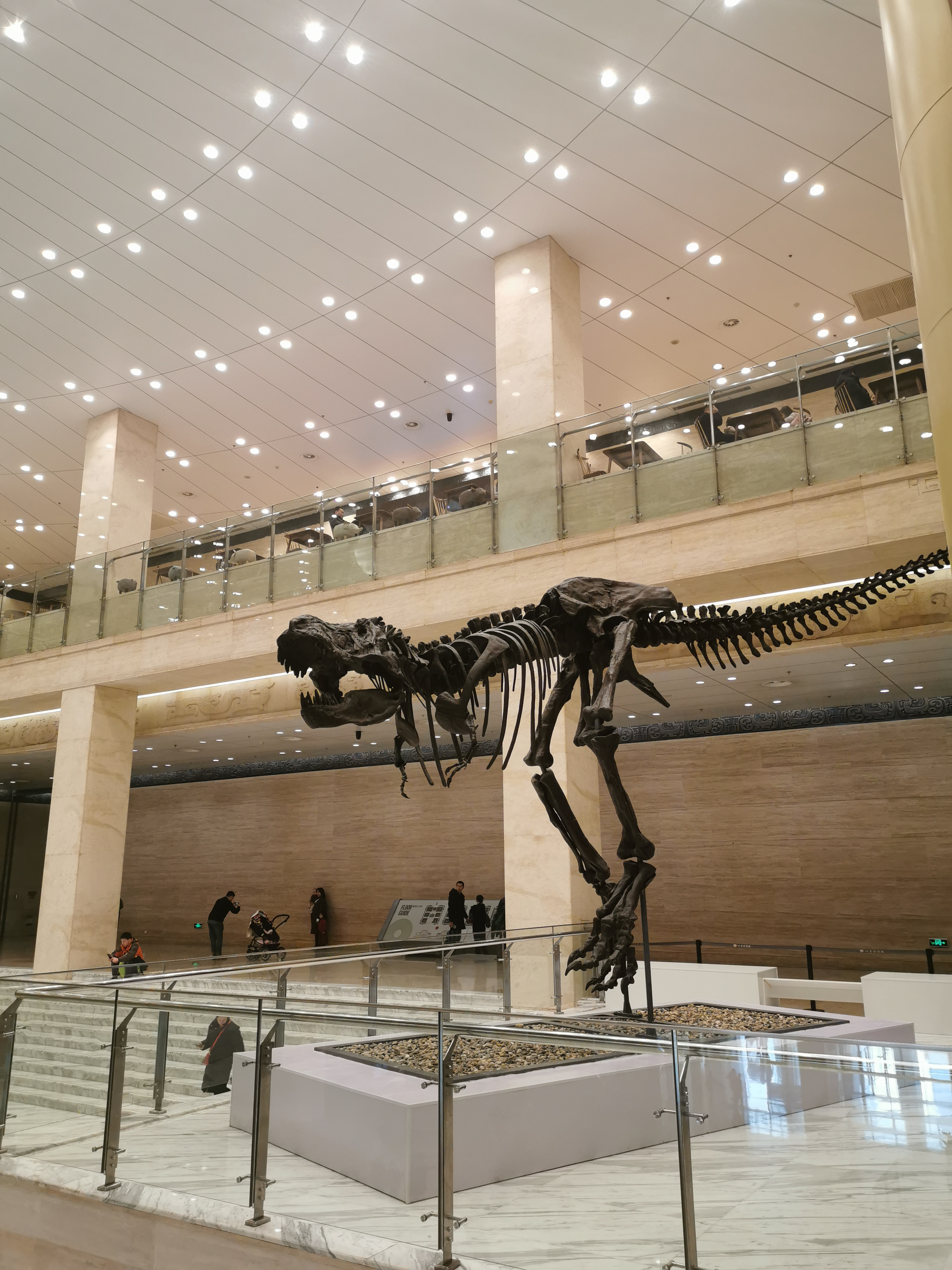
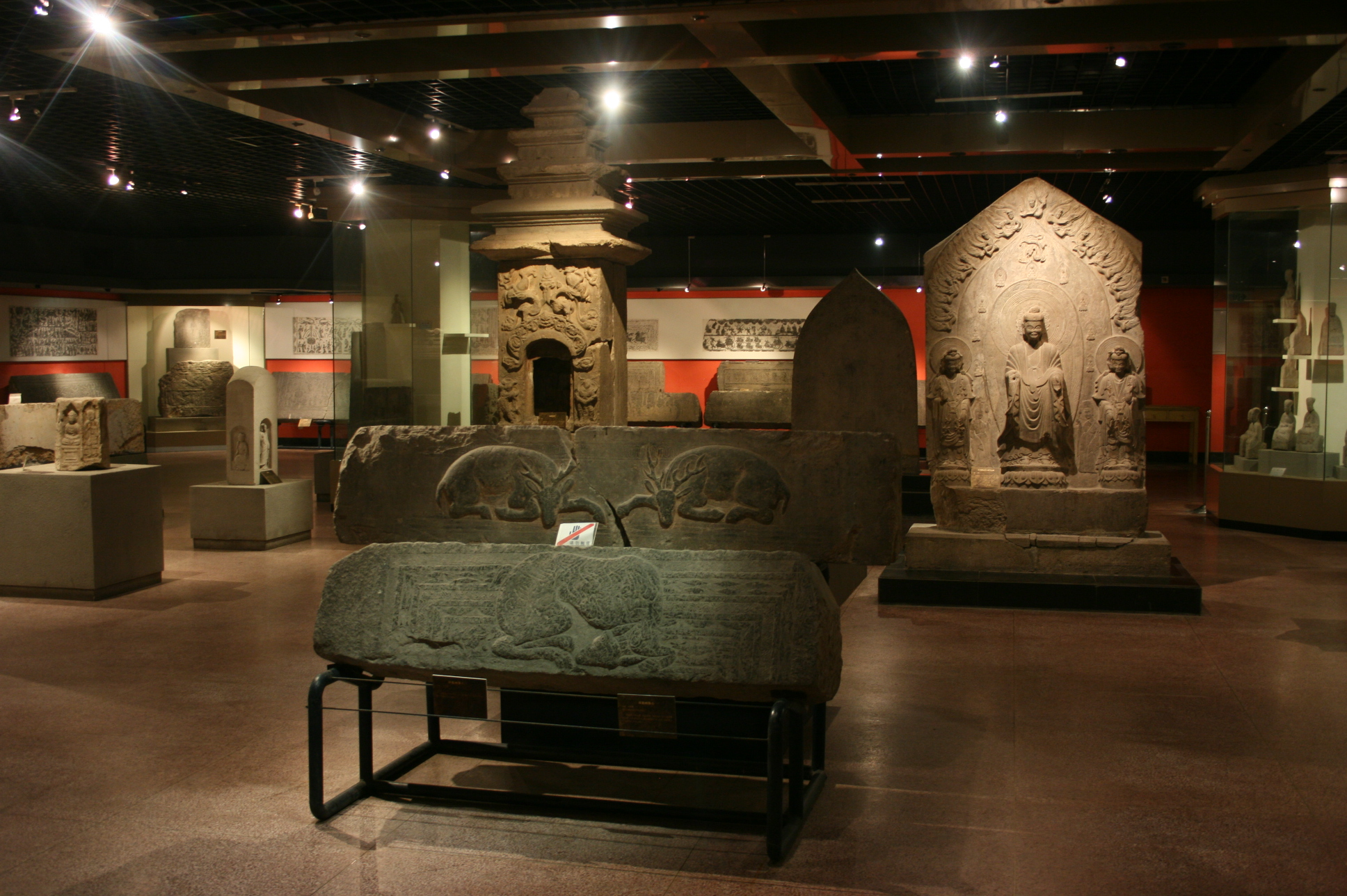